# Leașkivka, Țarîceanka
Leașkivka (în ucraineană Ляшківка) este localitatea de reședință a comunei Leașkivka din raionul Țarîceanka, regiunea Dnipropetrovsk, Ucraina.

## Demografie
Componența lingvistică a localității Leașkivka
     Ucraineană (98,08%)
     Rusă (1,21%)
     Alte limbi (0,5%)
Conform recensământului din 2001, majoritatea populației localității Leașkivka era vorbitoare de ucraineană (98,08%), existând în minoritate și vorbitori de rusă (1,21%).